# نيو-باونن
نيو-باونن هي بلدة هولندية بمقاطعة درينته. وهي جزء من بلدية بورخر- أودورن، وتقع حوالي 21 كم شمال إيمين.

## أعلام
- اغبرت شاورمان